# Samart Payakaroon
Samart Payakaroon, geboren als Samart Tiptarmai   (Chachoengsao, 5 december 1962) is een Thais Muay Thai-vechter en bokser.  

## Biografie
Samart Payakaroon maakte kennis met thaiboksen door zijn oudere broer en begon te trainen op tienjarige leeftijd. Hij werd onder meer getraind door Yodtong Senanan. Nadat hij ongeveer een dozijn wedstrijden had gevochten, kwam hij in 1978 naar Bangkok om te vechten in het Lumpinee Stadion, waar hij vier Muay Thai-kampioenstitels won (1980-1981). Samart heeft de bijnaam Payakaroon gekregen vanwege zijn vechtstijl als een tijger (Payak betekent tijger in het Thais). Hij wordt door velen beschouwd als de beste Muay Thai-vechter aller tijden.
In 1982 maakte Payakaroon de overstap naar het boksen, waarin hij vocht vanuit een linkshandige houding. In 1986 won hij de WBC-junior vedergewichttitel toen hij Lupe Pintor op verrassende wijze knock-out sloeg in de vijfde ronde. Hij verdedigde zijn titel tegen Juan Meza middels een technische knock-out in de twaalfde ronde. Payakaroon werd door tijdschrift The Ring uitgeroepen tot Progress of the Year fighter. In 1987 verloor hij zijn titel aan de ongeslagen Australiër Jeff Fenech. Hij maakte een comeback in de jaren negentig en verloor in 1994 een gevecht om een nieuwe wereldtitel tegen Eloy Rojas.
Naast zijn sportieve carrière bracht Payakaroon verschillende succesvolle muziekalbums uit in Thailand en verscheen in verschillende films.